# Faranah (region)
Region Faranah – region położony w centralnej części Gwinei. Graniczy z dwoma innymi krajami – Sierra Leone i Mali, a także innymi gwinejskimi regionami – Kankan, Mamou, Nzérékoré oraz Labé.
Prefektury w regionie: 
- Prefektura Dabola
- Prefektura Dinguiraye
- Prefektura Faranah
- Prefektura Kissidougou